# George Koval
George Abramovich Koval (russo:  Жорж (Георгий) Абрамович Коваль; IPA: [ʐorʂ ɐˈbramɐvʲʨ kɐˈvalʲ] (escutarⓘ), Zhorzh Abramovich Koval, 25 de dezembro de 1913 - 31 de janeiro de 2006) foi um americano que trabalhou como espião para a União Soviética. De acordo com fontes russas, a infiltração de Koval no Projeto Manhattan, na década de 1940, como um agente do Departamento Central de Inteligência (Glavnoye Razvedyvatel'noye Upravleniye - GRU) "reduziu drasticamente a quantidade de tempo necessário para a Rússia desenvolver armas nucleares".
Koval nasceu de imigrantes judeus em Sioux City, Iowa, Estados Unidos. Pouco depois de atingir a idade adulta, viajou com os pais para a União Soviética para se estabelecer no Oblast Autônomo Judaico, perto da fronteira com a China. Koval foi recrutado pelo principal serviço de inteligência soviético, treinado e designado pelo codinome Delmar. Retornou para os Estados Unidos em 1940 e foi convocado para o Exército dos Estados Unidos no início de 1943. Koval trabalhou em laboratórios de pesquisa atômica e, de acordo com o governo russo, retransmitia para a União Soviética informações sobre os processos de produção e volumes de polônio, plutônio e urânio utilizado em armamento atômico estadunidense, e as descrições dos locais de produção de armas. Em 1948, Koval partiu em férias pela Europa, porém nunca mais voltou para os Estados Unidos. Em 2007, o presidente russo, Vladimir Putin condecorou postumamente Koval como Herói da Federação Russa por "sua coragem e heroísmo no desempenho de missões especiais".